# 乞伏萬載
乞伏萬載（?—?），五胡十六国西秦宗室，陇西鲜卑人。乞伏萬載是乞伏暮末的儿子。
西秦永弘二年（429年）二月，西秦王乞伏暮末立妃梁氏为王后，封王子乞伏万载为王太子。两年后，西秦被赫连定所灭，乞伏暮末被杀。乞伏万载下落不明。